# Deffingen
Deffingen ist ein Stadtteil von Günzburg im schwäbischen Landkreis Günzburg in Bayern. Das Pfarrdorf liegt auf der Günztalterrasse, circa zwei Kilometer südöstlich von Günzburg, an der Anschlussstelle Günzburg der Bundesautobahn 8 und an der Bundesstraße 16.

## Geschichte
Urkundlich erwähnt wurde Deffingen erstmals im 12. Jahrhundert als Besitz der Herren von Tafingen. Deren Burg stand auf dem Schlossberg am nördlichen Ortsrand. Von der Anlage ist nur ein flacher Rundhügel mit Ringgraben übrig geblieben. 
Durch Kauf gelangte Deffingen im Jahr 1550 von Heinrich von Roth zu Münsterhausen an die Stadt Günzburg.
Die bis dahin selbständige Gemeinde Deffingen wurde am 1. Mai 1978 zu Günzburg eingegliedert.

## Baudenkmäler
Siehe auch: Liste der Baudenkmäler in Deffingen
- Katholische Pfarrkirche St. Ulrich